# Resolution 751 des UN-Sicherheitsrates
Die Resolution 751 des UN-Sicherheitsrates vom 24. April 1992 befasst sich mit der – von Bürgerkrieg und Hungersnot gezeichneten – Lage in Somalia und beinhaltet die Autorisierung der Friedensmission UNOSOM.
Die Resolution nimmt Bezug auf die vorhergehenden Resolutionen 733 und 746 sowie auf den Bericht des Generalsekretärs vom 21. und 24. April. Sie begrüßt die Unterzeichnung eines Waffenstillstandsabkommens in Mogadischu am 3. März und autorisiert die Entsendung der United Nations Operation in Somalia I – bestehend aus 50 Beobachtern sowie Sicherheitskräften – zu dessen Überwachung. Es wird ein Komitee des Sicherheitsrats eingesetzt, um die Umsetzung des in der Resolution 733 verhängten Waffenembargos über Somalia zu überwachen. Ferner wird die Wertschätzung des Sicherheitsrats für die in Somalia humanitär tätigen Organisationen und für die Zusammenarbeit mit der Arabischen Liga, der Organisation für Afrikanische Einheit (OAU) und der Organisation der Islamischen Konferenz (OIC) zum Ausdruck gebracht. Alle Staaten werden aufgerufen, die humanitäre Hilfe in Somalia zu unterstützen.
Die Resolution wurde vom Sicherheitsrat der Vereinten Nationen in dessen 3069. Sitzung einstimmig verabschiedet.